# Marcelino Cereijido
Marcelino Cereijido Mattioli (Buenos Aires, 1933) es un médico, profesor, investigador, divulgador científico y escritor argentino, naturalizado mexicano en 1993.

## Trayectoria
En 1962 se recibió de Doctor en Fisiología en la Universidad de Buenos Aires (UBA).
Realizó un posdoctorado en la Universidad de Harvard (Estados Unidos)
Fue discípulo del premio Nobel argentino Bernardo Houssay, cuya experiencia con él recoge en el libro La nuca de Houssay.
Se desempeñó como profesor, asesor e investigador en reconocidas instituciones de su país y del extranjero, como el Instituto de Fisiología de la Universidad de Múnich, la Universidad de Nueva York, el Centro de Investigación y de Estudios Avanzados del Instituto Politécnico Nacional (Cinvestav) de México, y el Centro Latinoamericano de Biología de la UNESCO.
Es especialista en fisiología celular y molecular, y su línea de investigación son las interacciones celulares.
Es miembro de prestigiosas academias científicas, como la Academia de Medicina de México, la American Society for Cell Biology, la American Society of Physiology, la American Biophysical Society.
El 30 de mayo de 1973 fue designado interventor de la Facultad de Farmacia y Bioquímica de la Universidad de Buenos Aires.
En 1976 ―debido a la dictadura cívico-militar argentina que gobernó el país entre 1976 y 1983― debió emigrar, primero a Estados Unidos y luego a México, país donde se afincaría definitivamente.

## Obras publicadas
Cereijido es autor de más de trescientos artículos científicos.

### Libros
- 1963: Principios de fisiología renal (con Homer William Smith y Oscar A. Scornik).
- 1966: Introducción al estudio de las membranas biológicas (con Catalina A. Rotunno).
- 1983: Aquí me pongo a contar
- 1990: La nuca de Houssay
- 1994: Ciencia sin seso, locura doble
- 1999: El envejecimiento: sus desafíos y esperanzas
- 2002: La muerte y sus ventajas (con Fanny Blanck-Cereijido).
- 2004: El doctor Marcelino Cereijido y sus patrañas
- 2005: La ignorancia debida (con Laura Reinking).
- 2007: La vida, el tiempo y la muerte (con Fanny Blanck-Cereijido).
- 2008: Por qué no tenemos ciencia
- 2009: La ciencia como calamidad
- 2011: Hacia una teoría general sobre los hijos de puta
- 2012: Elogio del desequilibrio: En busca del orden y el desorden en la vida

## Premios y distinciones
- 1993: Premio Internacional de Ciencias Bernardo A. Houssay de la OEA (Organización de Estados Americanos).
- 1995: Premio Nacional de Ciencias y Artes en el área de Ciencias Físico-Matemáticas y Naturales.
- Premio Arturo Rosenblueth
- Premio Internacional Juchimán